# Топільненська сільська рада
| Топільненська сільська рада — адміністративно-територіальна одиниця та орган місцевого самоврядування у Рожищенському районі Волинської області з адміністративним центром у с. Топільне. Історична дата утворення: в 1945 році. Водоймища на території, підпорядкованій даній раді: річка Стир. Сільській раді підпорядковані населені пункти: - с. Топільне - с. Дмитрівка - с. Михайлин |

## Склад ради
Рада складається з 16 депутатів та голови.

### Керівний склад ради
| ПІБ                    | Основні відомості                                                                      | Дата обрання | Дата звільнення |
| ---------------------- | -------------------------------------------------------------------------------------- | ------------ | --------------- |
| Фірчук Євген Пилипович | Сільський голова, 1957 року народження, освіта, член Комуністичної партії України      | 26.03.2006   | 31.10.2010      |
| Фірчук Євген Пилипович | Сільський голова, 1957 року народження, освіта вища, член Комуністичної партії України | 31.10.2010   |                 |

Примітка: таблиця складена за даними джерела

## Населення
Згідно з переписом УРСР 1989 року чисельність наявного населення сільської ради становила 1887 осіб, з яких 869 чоловіків та 1018 жінок.
За переписом населення України 2001 року в сільській раді мешкало 1585 осіб.

### Мова
Розподіл населення за рідною мовою за даними перепису 2001 року:
| Мова       | Відсоток |
| ---------- | -------- |
| українська | 98,93 %  |
| російська  | 0,82 %   |
| білоруська | 0,06 %   |
| польська   | 0,06 %   |